# Dolibarr
Dolibarr ERP/CRM este un software gratuit/open source pentru firme mici și mijlocii, fundații sau liber profesioniști. El include diferite funcții/facilități pentru Enterprise Resource Planning (ERP) și Customer Relationship Management (CRM) precum și funcții/facilități pentru alte tipuri de activități.

## Caracteristici
Există mai multe module funcționale care pot fi activate sau dezactivate, după cum este necesar.
Acest software este gratuit sub licență GNU General Public License 2.0. Este o aplicație web-based care poate fi utilizată atunci când serviciul de internet este disponibil.
Dolibarr este un proiect construit cu un singur scop: să fie o suită ERP]]/CRM care respectă și se conformează "principiului celor 3 S" al simplității software:
- Aplicația Software trebuie să fie Simplu de dezvoltat.
- Aplicația Software trebuie să fie Simplu de instalat.
- Aplicația Software trebuie să fie Simplu de utilizat.

Dolibarr include toate caracteristicile importante ale unei suite ERP / CRM, cu excepția contabilității. Este foarte modular și este caracterizat prin ușurința de instalare și utilizare, în ciuda numărului mare de module funcționale.
Acesta este un rezumat al principalelor caracteristici Dolibarr

## Modulele principale
- Catalog de produse și de servicii
- Gestionarea stocurilor
- Gestionarea conturilor bancare
- Evidența contactelor
- Evidența clienților, furnizorilor sau a perspectivelor
- Gestionarea membrilor fundației
- Gestionarea facturilor cu export PDF
- Gestionarea plăților
- Gestionarea donațiilor
- Gestionarea activităților comerciale
- Gestionarea propunerilor comerciale cu exportul documentelor în format PDF
- Gestionarea contractelor
- Gestionarea comenzilor
- Gestionarea ordinelor de plată
- Gestionarea livrărilor
- Suport pentru TVA NPR (La TVA non perçue récupérable, or "uncollected recoverable VAT – for French DOM-TOM)
- Gestionarea bookmark-urilor
- Emailings
- Raportări
- Canned reports of Dolibarr events inside Webcalendar
- Exportul datelor
- Conectivitate LDAP

## Diverse
- Multi-utilizator, cu mai multe niveluri permisiuni pentru fiecare funcție.
- Several menu managers (i.e., a back-office menu for internal users, a front-office menu for external users…).
- Foarte ușor de folosit.
- Teme variate.
- Codul este extrem de personalizabil (foarte modular).
- Funcționează cu Mysql 3.1 sau mai nou, suport experimental pentru PostgreSQL.
- Funcționează cu PHP 4.3 sau mai nou.

## Caracteristici lipsă
Aceste caracteristici nu sunt disponibile nici măcar în cea mai recentă versiune a Dolibarr:
- Fără contabilitate (doar gestionare banking).
- Gestionează o singură monedă la un moment dat (mono-monedă).
- Gestionează doar o singură firmă/fundație (mono-firmă).
- Nu acceptă TVA dublu (atât federal cât și provincial) pentru Canada.
- Fără gestionarea resurselor umane.
- Fără Webmail.

## Arhitectura
Dolibarr este scris în PHP. Folosește baze de date MySQL.
Acesta funcționează cu o gamă largă de servicii de găzduire sau servere. Dolibarr funcționează cu toate configurațiile PHP (așa cum este descris mai sus) și nu necesită nici un modul PHP suplimentar.
Dolibarr este de asemenea disponibil cu un auto-instalator, pentru ca utilizatorii Windows și Mac fară cunostinte tehnice să poată instala Dolibarr și toate dependințele (Apache, MySQL, PHP) folosind un singur fișier auto-executabil. Această versiune este numită DoliWamp pentru utilizatorii de Windows, DoliBuntu pentru ca utilizatorii Ubuntu, și DoliMamp pentru utilizatorii de Mac.

## Istoric
Proiectul Dolibarr a fost început de către Rodolphe Quiedeville, de la zero, și salvat pe CVS-ul găzduit de Savannah, în aprilie 2002.
Jean-Louis Bergamo, un alt membru din aprilie, a început modulul de gestionare a fundației.
Versiunea 1.0 a fost lansată în septembrie 2003.
În iulie 2008, Rodolphe îl lasă pe principalul contribuitor Laurent Destailleur (autor și al proiectului popular OpenSource AWStats) să conducă proiectul.

## Traduceri
ca_ES/
da_DA/
de_DE/
en_AU/
en_US/
es_ES/
fi_FI/
fr_BE/
fr_FR/
it_IT/
nl_BE/
nl_NL/
no_NO/
pl_PL/
pt_PT/
pt_BR/
ro_RO/
ru_RU/
sl_SL/
sv_SV/
tr_TR/

## Premii
- 2003
  - Locul I la categoria "Management Company" în cadrul concursului Les Trophées du Libre.